# 四家文子
四家 文子（よつや ふみこ、1906年（明治39年）1月20日 - 1981年（昭和56年）7月16日）は、昭和期の歌手、声楽家。息子は元日本テレビプロデューサーの横田岳夫。

## 経歴
東京府出身。東京府立第三高等女学校の1学年上には女優の高島愛子がいた。東京音楽学校でネトケ＝レーヴェに師事。首席で卒業後、「不壊の白珠」で歌手デビューする。とはいえ、四家が契約したビクターは当時、「波浮の港」「東京行進曲」「愛して頂戴」「紅屋の娘」などのヒット曲を連発していた佐藤千夜子がトップ歌手だったので、四家のデビューは小さいものだった。それに四家自身は「音楽学校卒業者があまり低俗にはしるのもよくない」として藤野豊子という変名で吹き込みも行っていた。
しかし、佐藤が周囲の反対を押し切って渡欧してしまうと、佐藤の吹き込みが予定されていた曲が四家に回ってくることになった。この「銀座の柳」は、1932年（昭和7年）にレコードが発売されて、大ヒットとなった。この曲は関東大震災で焼失した銀座の柳が、佐藤の歌った「東京行進曲」で復活したのを記念する歌だった。歌詞に「昭和」と出てくることから、当時はまだ「昭和」の元号が新鮮だったことが窺える。その後も次々とヒット曲を連発した。
太平洋戦争勃発後は軍歌、戦時歌謡を多く歌ったほか、1943年（昭和18年）には日本人最初のベートーヴェン「第九」の録音（第4楽章のみ。尾崎喜八訳。橋本國彦指揮・東京交響楽団）にも参加している。
戦後は流行歌手として生きることに区切りをつけ、声楽家として活躍した。1966年（昭和41年）には淡谷のり子、金田一春彦、古関裕而らと「美しい日本語と香り高い歌」をモットーとした「波の会（現・社団法人日本歌曲振興会）」を結成した。昭和40年代の懐メロブーム当時は、既に歌手というよりも声楽家として知られ、評価も高かった。そのためか、テレビで自身のヒット曲を披露する機会は少なかったが、乞われれば声楽家の活動に差し障りが無い限り歌っており、また舞台ではヒット曲を積極的に歌っていた。
一方では後進の指導にも熱心であり、弟子には五十嵐喜芳、東敦子などがいた。
1975年に乳癌を患うが、闘病の末に克服する。1981年7月16日に胃癌のため死去。75歳没。　

## エピソード
- 藤野豊子という芸名は、四家が藤の花が好きだった事と、芝の豊岡町に住んでいたことから付けられた。
- 東京音楽学校時代には、1級上に作曲家橋本国彦、同級に徳山璉がいる。
- 亡くなった際、新聞の訃報欄には「歌手 四家文子」ではなく、「声楽家 四家文子」と書かれた。
- 終戦後の野坂参三の帰国式典では熱唱を披露した。

## 代表曲
- 「不壊の白珠」（1929年12月） - デビュー曲
- 「アラその瞬間よ」（1930年3月） - 藤野豊子名義
- 「新東京行進曲」（1930年9月） - 日活で同名映画主題歌
- 「わたしこのごろ変なのよ」（1931年7月） - 藤野豊子名義
- 「浅草小唄～モダン・アサクサ」（1931年10月）
- 「大名古屋行進曲」（1931年）
- 「銀座の柳」（1932年4月） - 1932年に銀座の柳並木が復活した際、朝日新聞社と地元が行った柳祭りのタイアップ曲として作られた。同年には松竹で同名映画化もされた
- 「タンゴを踊ろうよ」（1932年8月）
- 「踊り子の唄」（1933年1月） - 裏面は勝太郎の大ヒット曲「島の娘」
- 「天国に結ぶ恋」（徳山璉とデュエット）
- 「さすらいの唄」（1935年12月）
- 「軍国子守歌」（1937年10月）
- 「愛国行進曲」（1938年2月） - 徳山璉、灰田勝彦、中村淑子と共演
- 「日の丸行進曲」（1938年4月） - 中村淑子、徳山璉、能勢妙子、江戸川蘭子、波岡惣一郎と共演
- 「日章旗の下に」（1938年4月） - 波岡惣一郎と共演
- 「峠三里」（1938年7月） - オリジナルは市丸
- 「愛馬進軍歌」（1939年3月） - 徳山璉と共演
- 「情熱の詩人」（1939年5月）
- 「太平洋行進曲」（1939年5月） - 藤原義江と共演
- 「白衣の白百合」（1939年12月）
- 「銃後の日本大丈夫（銃後家庭強化の歌）」（1939年12月）
- 「空の勇士」（1940年1月） - 徳山璉、波岡惣一郎と共演
- 「紀元二千六百年」（1940年2月） - 徳山璉、波岡惣一郎、中村淑子と共演
- 「軍国の妻」（1940年4月） - この頃には四家の夫も出征していた
- 「靖国神社の歌」（1940年12月） - 徳山璉と共演
- 「空の神兵」（1942年4月） - 鳴海信輔と共演

## テレビ番組
- 思い出のメロディ（1976年、NHK）
- なつかしの歌声（東京12チャンネル）

## 主な舞台出演
- 日本楽劇協会公演『堕ちたる天女』妖精の長（1929年12月3-29日、歌舞伎座）[2]
- オペラ・ヴェルディアーナ公演『カヴァレリア・ルスティカーナ』ローラ（1930年9月21日、田園調布田園グラウンド）[3]
- 『カヴァレリア・ルスティカーナ』ルチア（1932年2月28日、日比谷公会堂）[4]
- 『ヘンゼルとグレーテル』母親（1934年12月17日・1935年1月20日再演、帝国ホテル演芸場）[5]
- 『ロサリア夫人』（1943年12月4・5日、共立講堂、44年1月4・5日再演）[6]
- 藤原歌劇団公演『カルメン』カルメン（1946年4月27-30日・5月2-5日、帝国劇場）[7]
- 長門美保歌劇研究所公演『泥棒とオールドミス』ミス・トッド（1949年2月4-10日、新橋演舞場）[8]
- 都民劇場公演『アルカンタラの医者』ルクレチア（1950年7月21-23日、日比谷公会堂）[9]
- 四家オペラ・グループ公演『カルメン』カルメン（1955年1月15日、日本青年館ホール）
- コンセールfオペラ公演『泥棒とオールドミス』ミス・トッド（1957年12月19日、読売ホール）

## NHK放送歌劇出演
- 1936年5月24日放送『ジョコンダ』ラウラ[10]
- 1940年4月18日放送『カルメン』カルメン[11]
- 1940年6月22日放送『オルフェウス』オルフェウス[11]
- 1940年9月28日放送『ヘンゼルとグレーテル』ヘンゼル[11]
- 1948年7月18日・25日放送『さまよえるオランダ人』マリー[12]

## 著書
- 日本歌曲のすべて（創彩社、1962年）
- ただひたむきに（芸術現代社、1971年）
- 日本歌曲のうたい方（音楽之友社、1973）
- 歌ひとすじの半世紀：わたしの楽壇史・交友録（芸術現代社、1978）

## 受章
- 文部大臣賞・紫綬褒章（1969年）
- 勲四等宝冠章（1976年）